# Beautiful Bride
"Beautiful Bride" é o nono single da banda Flyleaf e o segundo do álbum Memento Mori. O single foi lançado no dia 6 de outubro de 2009. De acordo com a vocalista Lacey Mosley, a canção foi escrita em apenas um dia e foi inspirada em argumentos da família dela.